# Der Traum an die Erinnerung
Der Traum an die Erinnerung ist das zweite Studio-Album der Bayreuther Band Goethes Erben und stellt den zweiten Teil der Alben-Trilogie dar.
Thematisch ähnelt das 1992 erschienene Album dem im Februar des gleichen Jahres veröffentlichten Vorgänger Das Sterben ist ästhetisch bunt, auch wenn der thematische Schwerpunkt Tod hier nicht in gleichem Maße in den Vordergrund gerückt wird.

## Trackliste
1. Keine Lösung – Rückblick – 3:22
2. Die schwarze Flut – 3:31
3. Unrat – 7:40
4. Das Ende – 5:32
5. Die Tür in die Vergangenheit – 4:09
6. Das schwarze Wesen – 6:24
7. Zinnsoldaten – 2:51
8. Der vergaß zu atmen – 7:24
9. So sei es – 3:53
10. Iphigenie – 4:19
11. 5 Jahre – 5:08

## Hintergrund
- Zum Erscheinungszeitpunkt des Albums im August 1992 hatte Conny R. die Band bereits verlassen.[1]
- Nach der Veröffentlichung des Albums gingen die „Erben“ das erste Mal auf eine Deutschlandtour und wurden dabei live von Peter Seipt als Gastmusiker unterstützt, der Gründungsmitglied der Erben war.
- Das Lied Das Ende ist eine Neuvertonung, dessen Original Teil von Der Spiegel, dessen Weg durch stumme Zeugen zum Ende führt war.
- Die Melodie von Das schwarze Wesen stammt von Bartholomäus B. Verdel, der in dem Lied die Band als Gastmusiker mit dem Klavier unterstützte. Das Stück wurde auch für das Theaterstück „Schattendenken“ neu vertont und findet sich daher auch auf dem Album „Dazwischen“, das Teil des Theaters ist.
- Iphigenie weist thematische Ähnlichkeiten mit der griechischen Mythologie um Iphigenie auf. Vor allem die Stelle, in der Iphigenies Vorfahr Atreus seinem Bruder Thyest die geschlachteten Knaben zum Mahle vorsetzt, sind aus ihr übernommen.

## Neuauflage
1998 wurde die gesamte Alben-Trilogie mit jeweils umgestalteten Cover und Booklets erneut aufgelegt. Vertrieben wurde diese neue Auflage von „Zeitbombe“.